# پالنسیا
پالنسیا (اسپانیایی: Palencia) مرکز استان پالنسیای اسپانیا است. جمعیت آن ۸۲٬۲۶۳ نفر و مساحتش ۹۵ کیلومتر مربع است.

## نگارخانه

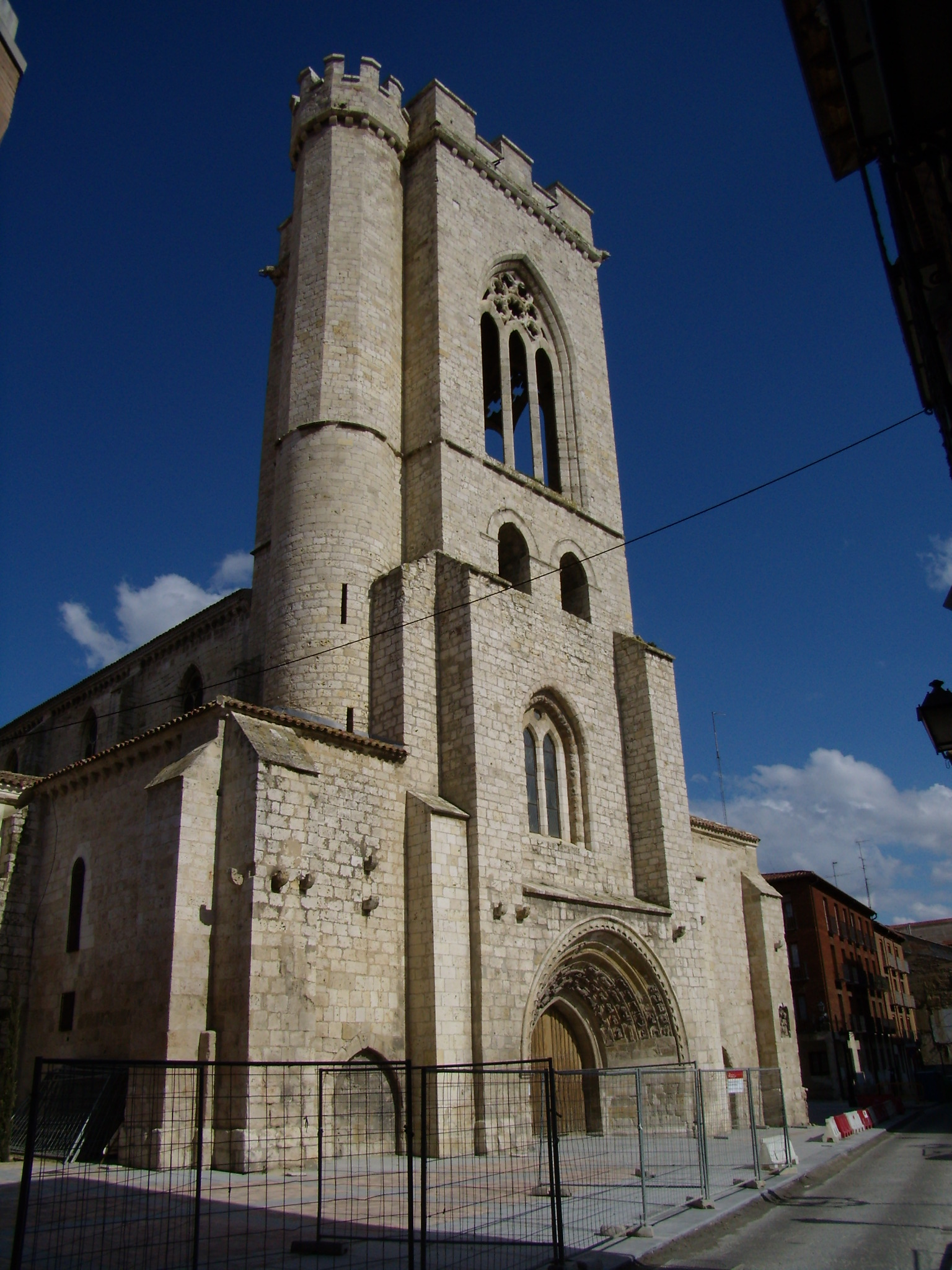
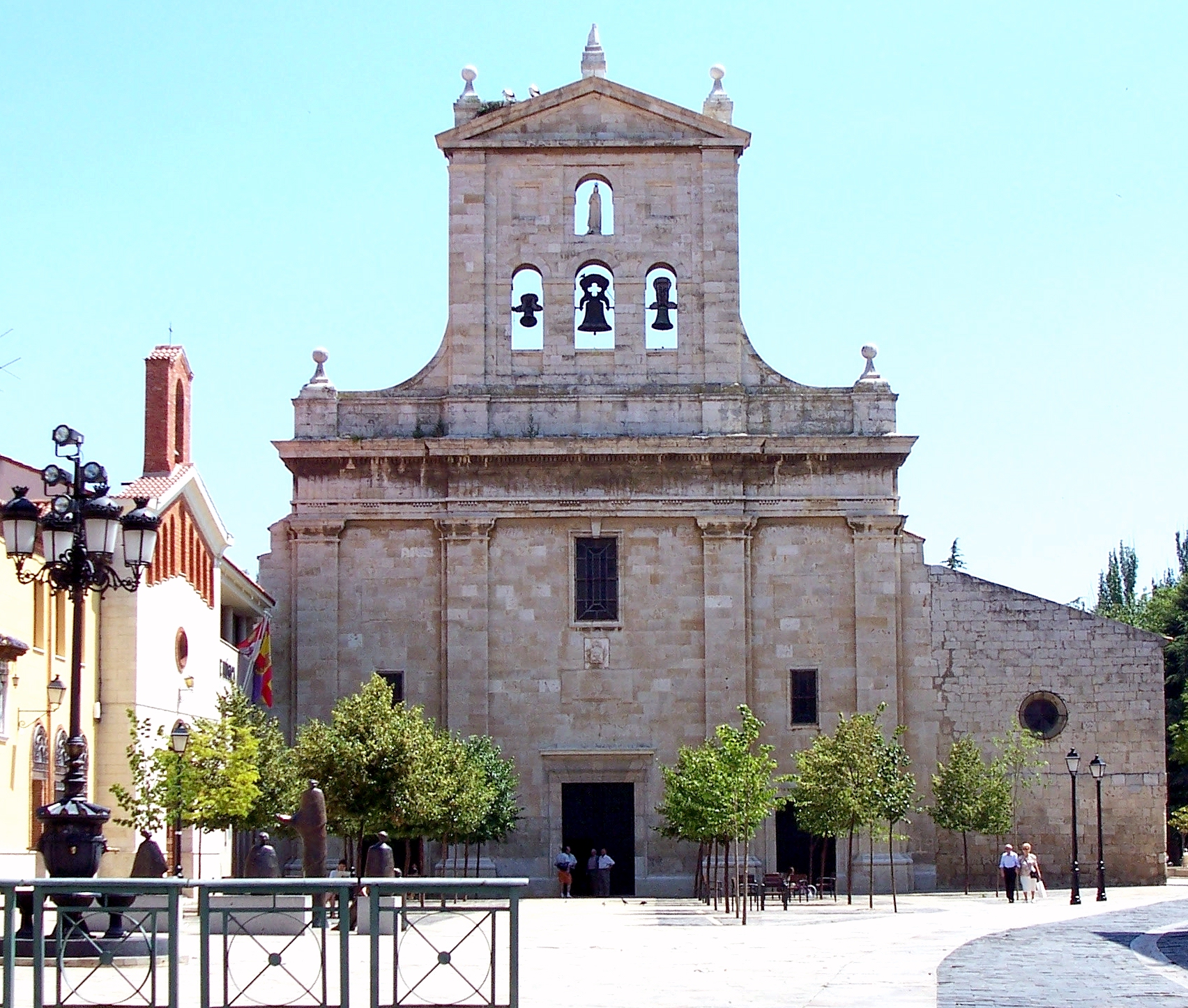
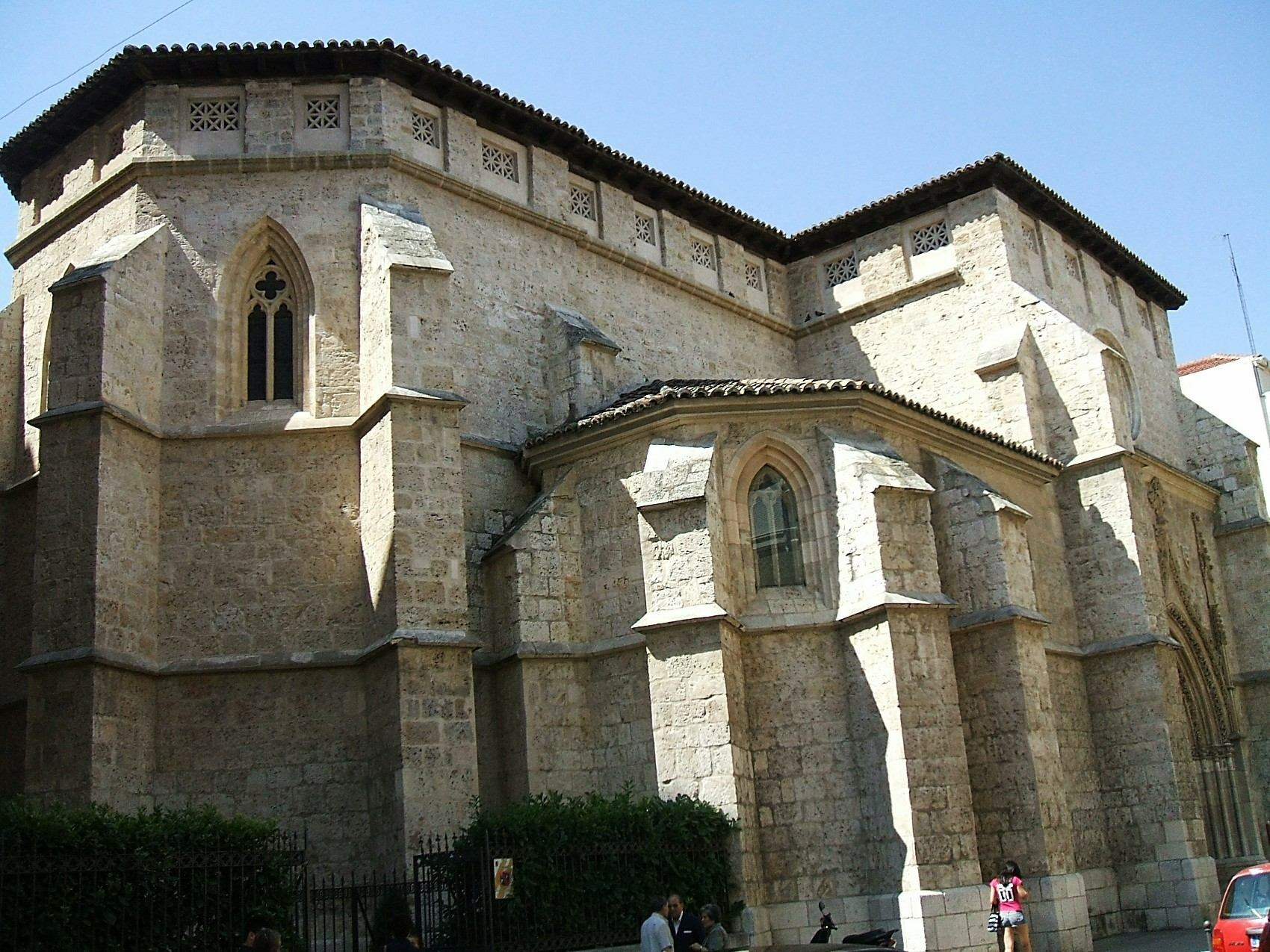
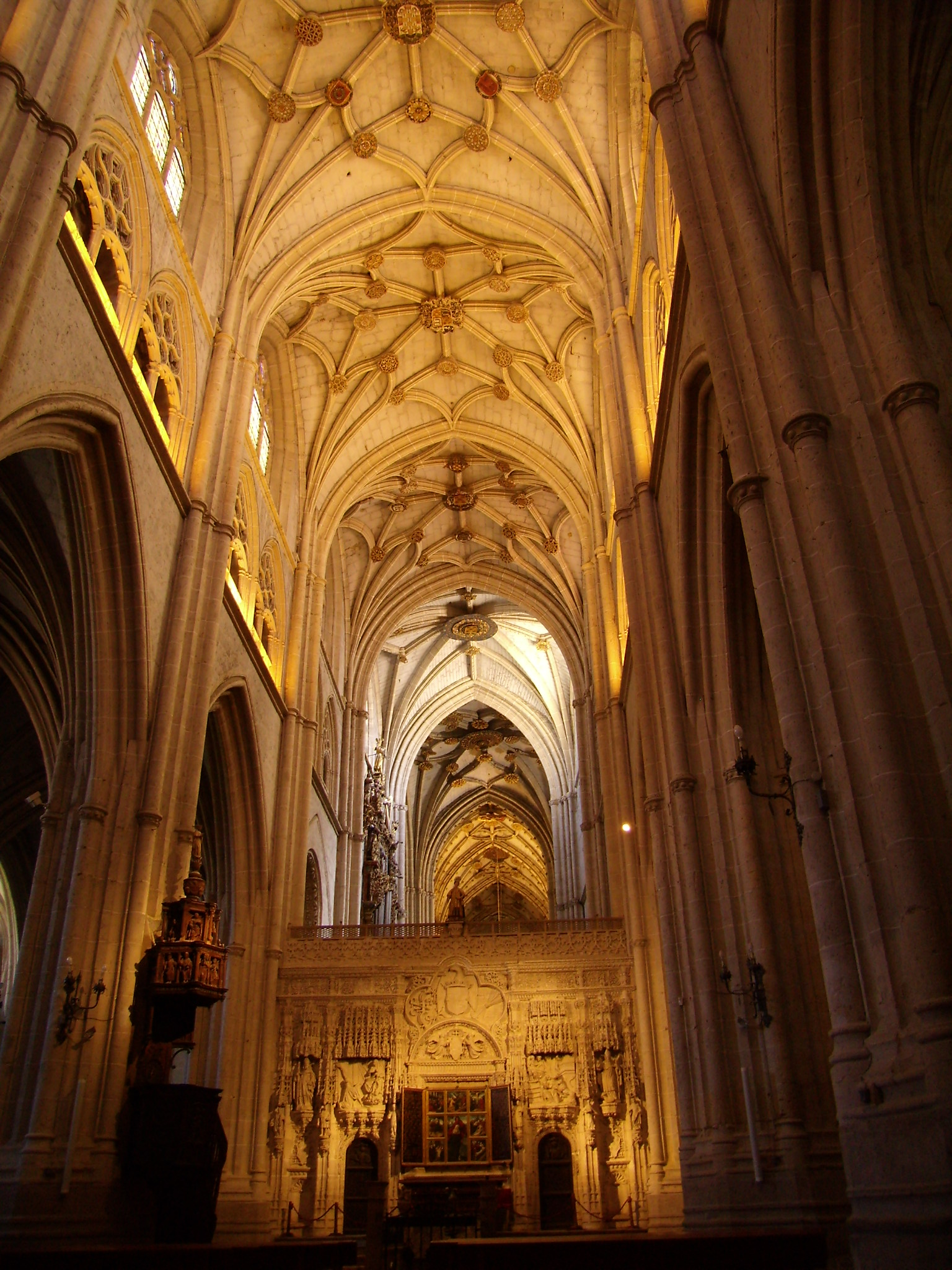
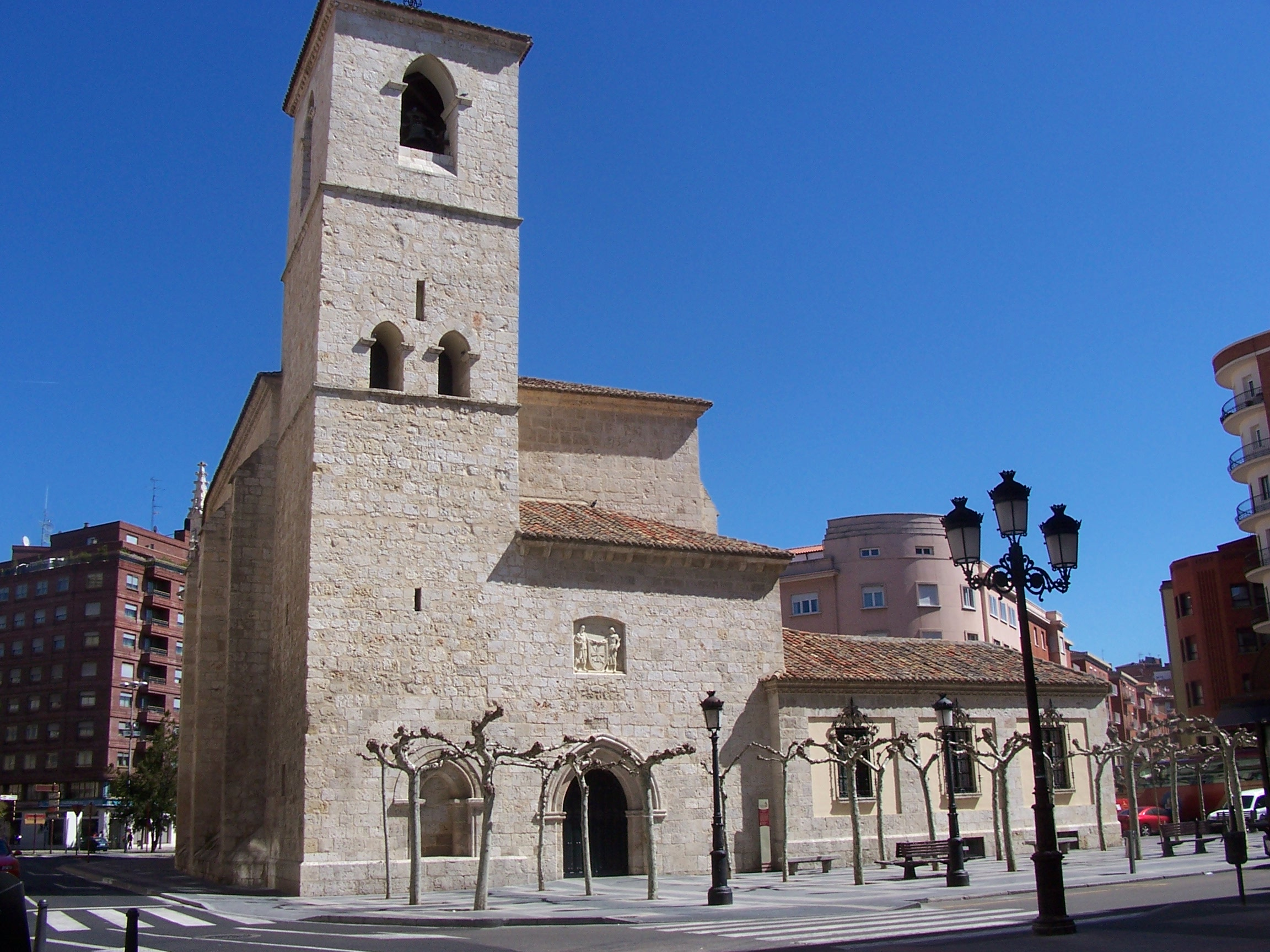
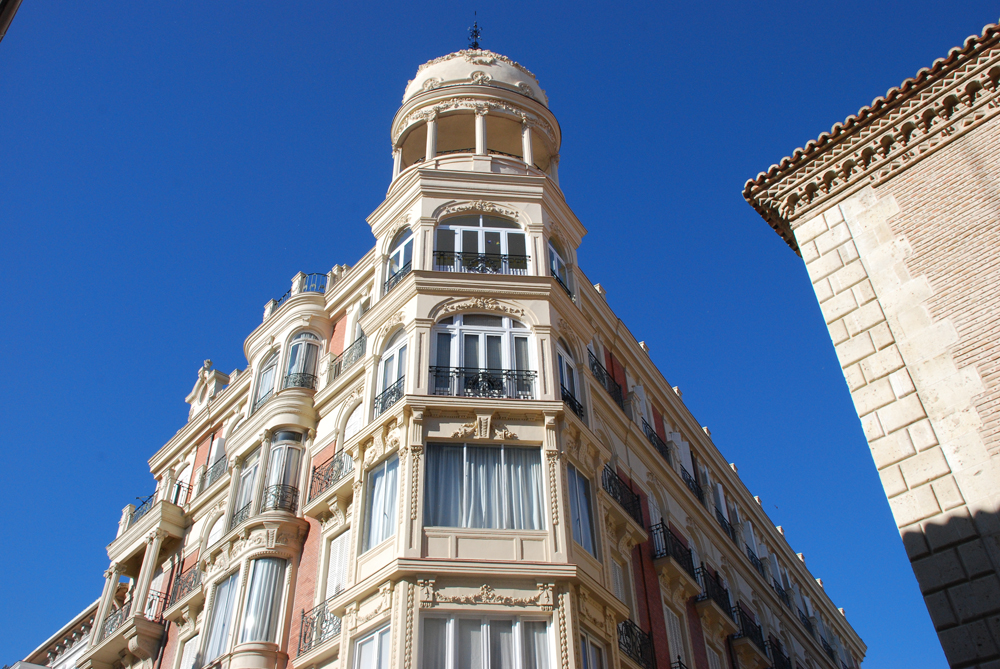
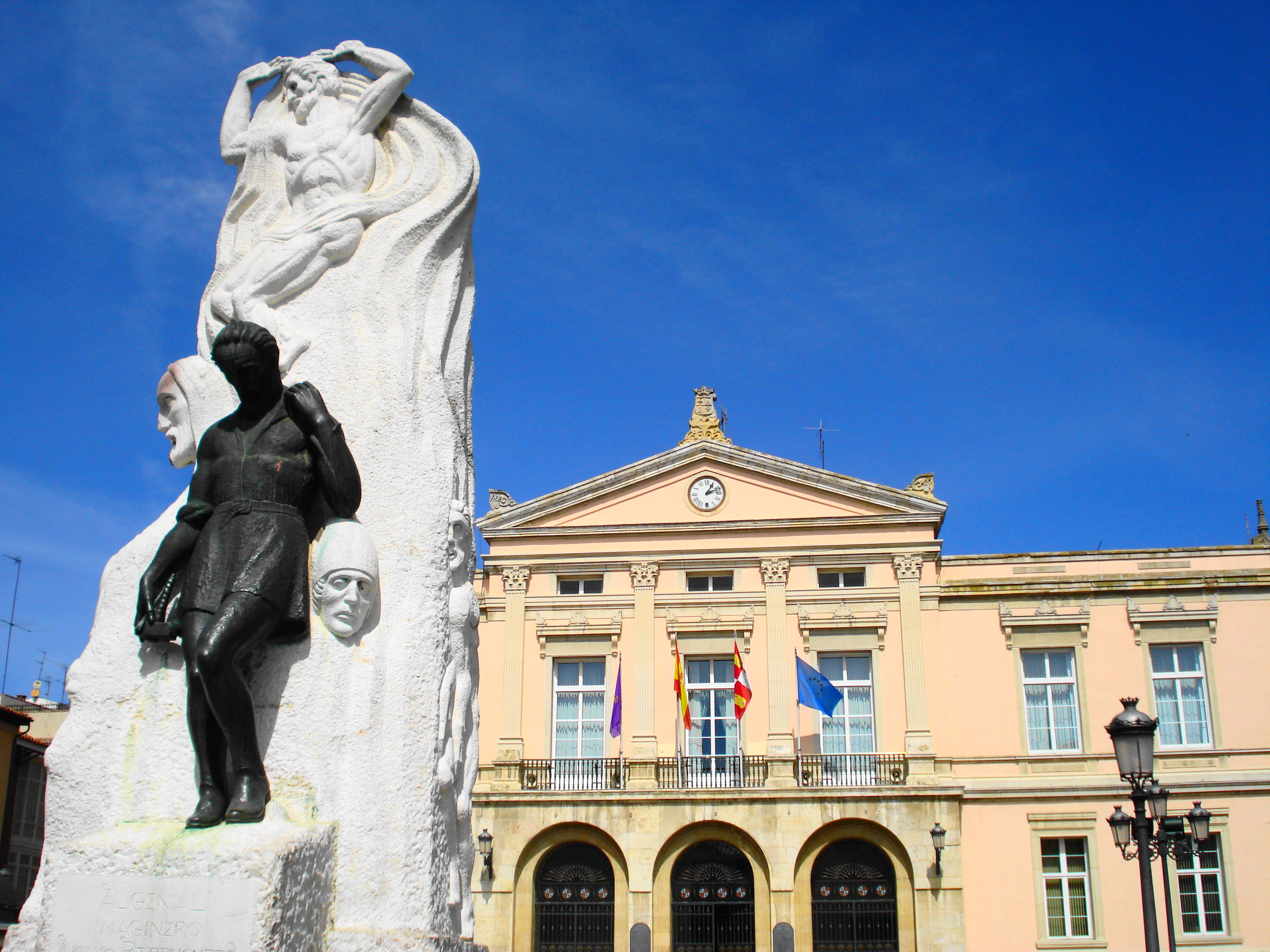
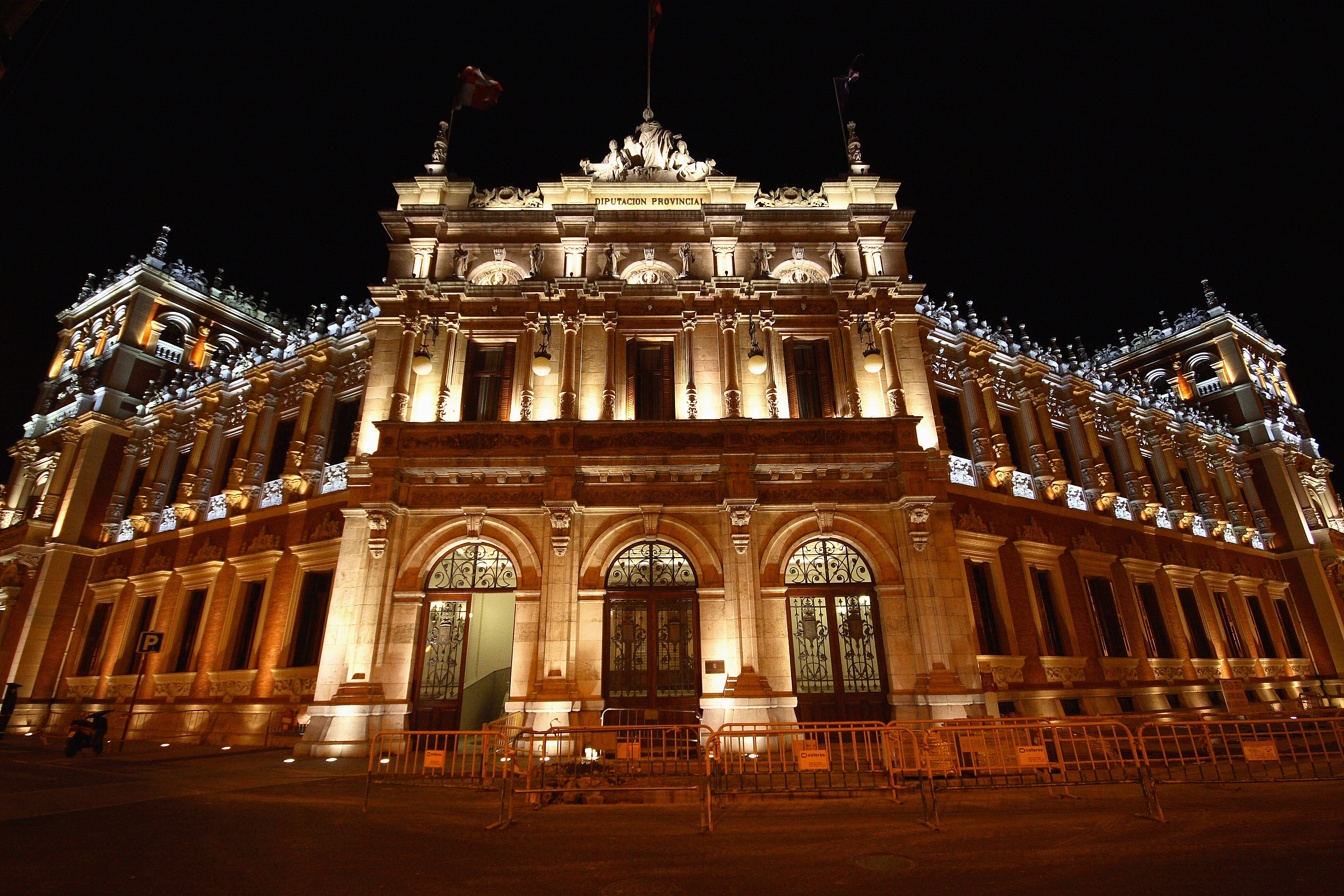

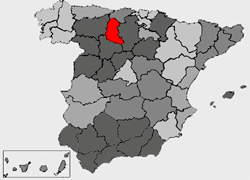
پالنسیا